# Georg Stumme
Georg Stumme (29. juli 1886 – 24. oktober 1942) var en tysk general under 2. verdenskrig, som er mest kendt for sin kortvarige ledelse af aksestyrkerne i begyndelsen af det Andet slag om el-Alamein.
Stumme havde opnået rang af generalløjtnant ved udbruddet af 2. Verdenskrig. Han havde kommandoen over 2. lette division under Felttoget i Polen (1939). Efter at være blevet erstattet af Erwin Rommel i 1940 fik han kommandoen over XXXX Korps, som kæmpede i Bulgarien i 1941. Han deltog i angrebet på Jugoslavien og Grækenland. I Operation Barbarossa havde Stumme gjort tjeneste under feltmarskal Fedor von Bock. Det lykkedes for Stumme og hans mænd at erobre Mozhaisk. Derefter deltog han i forsøget på at erobre Stalingrad.
I juni 1942 blev nogle tyske planer opsnappet af sovjetiske styrker. Hitler lagde skylden på Stumme og beordrede ham stillet for en krigsret. Han blev fundet skyldig og idømt fem års fængsel, men von Bock fik udvirket at han blev løsladt. Derpå blev Stumme sendt til Nordafrika for at slutte sig til Afrikakorpset, som stod overfor briterne ved el-Alamein. Under Rommels sygefravær havde han kommandoen over Panzer Armee Afrika (både de tyske og italienske styrker) da briterne angreb. Stumme døde af et hjertetilfælde under bombardementet den 24. oktober 1942. Han blev erstattet af general Wilhelm Ritter von Thoma.

## Æresbevisninger
- Jernkorset 2. and 1. Klasse
- Ridderkors til Jernkorset (19. juli 1940)